# Utetheisa rubrior
Utetheisa rubrior là một loài bướm đêm thuộc phân họ Arctiinae, họ Erebidae.